# Camp Verde (Arizona)
Camp Verde ist eine US-amerikanische Stadt in Arizona im Yavapai County. Sie hat 12.147 Einwohner (Stand: Volkszählung 2020) auf einer Fläche von 110,3 km². Die Stadt liegt an der Interstate 17 und der Arizona State Route 260.